# Чермес
Чермес (итал. Cermes) — коммуна в Италии, располагается в регионе Трентино — Альто-Адидже, в провинции Больцано.
Население составляет 1229 человек (2008 г.), плотность населения составляет 205 чел./км². Занимает площадь 6 км². Почтовый индекс — 39010. Телефонный код — 0473.
Покровителем коммуны почитается святой Себастьян, празднование 20 января.

## Демография
Динамика населения:

## Администрация коммуны
- Официальный сайт: http://www.comune.cermes.bz.it/